# Gustav Drescher
Gustav Drescher (* vor 1854; † 1890) war ein deutscher Verwaltungsbeamter und Rittergutsbesitzer.

## Leben
Gustav Drescher studierte an der Universität Breslau und wurde dort 1854 Mitglied des Corps Lusatia Breslau. Nach dem Studium trat er in den preußischen Staatsdienst ein. Von 1888 bis zu seinem Tod 1890 war Drescher Landrat des Landkreises Grottkau. Er war Besitzer des Rittergutes Ellguth bei Ottmachau in Oberschlesien und hatte als solcher das Amt des Landesältesten inne.